# Тутунендо
Тутунендо (ісп. Tutunendó) — містечко на заході Колумбії, складова міської громади Кібдо. Входить до трійки найбільш дощових населених пунктів на планеті.

## Географія
Лежить на одній з дрібних приток річки Ічо (басейн Атрато) на захід від хребта Кордильєри-Оксиденталь.
Відстань до Кібдо складає близько 14 кілометрів по прямій, до Боготи — 300 км.

### Клімат
Селище знаходиться за 636 км на північ від екватора у зоні, котра характеризується вологим тропічним кліматом: днів з опадами тут близько 350 на рік (95.95 %). Найвища температура, зафіксована у Тутунендо, становила +34,16 °C, найнижча — +14,64°C.
| Клімат Тутунендо              | Клімат Тутунендо | Клімат Тутунендо | Клімат Тутунендо | Клімат Тутунендо | Клімат Тутунендо | Клімат Тутунендо | Клімат Тутунендо | Клімат Тутунендо | Клімат Тутунендо | Клімат Тутунендо | Клімат Тутунендо | Клімат Тутунендо | Клімат Тутунендо |
| Показник                      | Січ.             | Лют.             | Бер.             | Квіт.            | Трав.            | Черв.            | Лип.             | Серп.            | Вер.             | Жовт.            | Лист.            | Груд.            | Рік              |
| Середній максимум, °C         | 29               | 29               | 29               | 28               | 28               | 28               | 28               | 28               | 28               | 28               | 28               | 28               | 28               |
| Середня температура, °C       | 25               | 25               | 25               | 25               | 25               | 25               | 25               | 25               | 25               | 25               | 25               | 25               | 25               |
| Середній мінімум, °C          | 21               | 21               | 21               | 22               | 22               | 22               | 21               | 21               | 21               | 21               | 21               | 21               | 21               |
| Норма опадів, мм              | 405.8            | 417.8            | 526.5            | 603              | 809              | 797.8            | 818              | 912.1            | 821.4            | 735              | 572              | 498.1            | 7916.3           |
| Днів з дощем                  | 18               | 18               | 21               | 21               | 26               | 25               | 27               | 27               | 26               | 25               | 22               | 22               | 278              |
| Вологість повітря, %          | 87               | 86               | 87               | 88               | 89               | 89               | 88               | 88               | 89               | 89               | 89               | 88               | 88               |
| ----------------------------- | ---------------- | ---------------- | ---------------- | ---------------- | ---------------- | ---------------- | ---------------- | ---------------- | ---------------- | ---------------- | ---------------- | ---------------- | ---------------- |
| Джерело: World Weather Online |                  |                  |                  |                  |                  |                  |                  |                  |                  |                  |                  |                  |                  |